# Saints Row
Pour le premier de la série, voir Saints Row (jeu vidéo).
 (décembre 2023).
Si vous disposez d'ouvrages ou d'articles de référence ou si vous connaissez des sites web de qualité traitant du thème abordé ici, merci de compléter l'article en donnant les références utiles à sa vérifiabilité et en les liant à la section « Notes et références ».
Saints Row est une série de jeux vidéo de type Open world, nommé d'après le premier jeu de la série, Saints Row (2006). Celui-ci a été suivi par plusieurs autres jeux dont Saints Row 2 (2008), Saints Row: The Third (2011), Saints Row IV (2013), Saints Row: Gat out of Hell (en) (2015), Saint Row: The Third Remastered (2020) et le reboot Saints Row (2022). Le jeu Agents of Mayhem (2017) est aussi associé à la série car il se déroule dans le même univers.
La série a été développée par Volition (2006–) et High Voltage Software (2015) et édité par THQ (2006–2013) et Deep Silver (2013–).
Si les premiers épisodes étaient relativement sérieux, la série s'est tournée par la suite vers l'humour pour se démarquer.
En 2015, 11 millions d'exemplaires des trois premiers épisodes ont été distribués dans le monde.
Le 25 août 2021, Deep Silver annonce le développement, par Volition, d'un reboot pour août 2022 sur l'Epic Games Store, PlayStation 5, PlayStation 4, Xbox Series et Xbox One. Le jeu, intitulé Saints Row, est sorti le 23 août 2022.
| 2006 | Saints Row                       |
| 2007 |                                  |
| 2008 | Saints Row 2                     |
| 2009 |                                  |
| 2010 |                                  |
| 2011 | Saints Row: The Third            |
| 2012 |                                  |
| 2013 | Saints Row IV                    |
| 2013 | Enter the Dominatrix (en)        |
| 2014 |                                  |
| 2015 | Saints Row: Gat out of Hell (en) |
| 2016 |                                  |
| 2017 | Agents of Mayhem                 |
| 2018 |                                  |
| 2019 |                                  |
| 2020 | Saint Row The Third Remastered   |
| 2021 |                                  |
| 2022 | Saints Row                       |